# Pseudokode

Pseudokode er en teknik til uformel skitsering af et computerprogram. Skitseringen sigter efter at beskrive en algoritme så den er let læselig for mennesker. Pseudokode er ikke et egentligt programmeringssprog, og har ikke en fast syntaks.
Pseudokode kan betragtes som et alternativ til rutediagrammer.

## Anvendelse
Undervisningsbøger og videnskabelig litteratur anvender ofte pseudokode til at beskrive en algoritme, således at læseren ikke skal kunne et bestemt programmeringssprog for at forstå algoritmens fremgangsmåde.
Pseudokode kan anvendes til at beskrive eller kommunikere en bestemt algoritmisk ide, som senere kan oversættes til et bestemt programmeringssprog.
Pseudokode kan også bruges som skitseringsteknik, hvor programmøren først udarbejder en algoritmes generelle struktur i pseudokode, for derefter at renskrive koden i det valgte programmeringssprog.

## Syntaks
Pseudokode har intet formelt syntaks. Der lånes ofte syntaktiske og semantiske elementer fra andre programmeringssprog, såsom C, C++, Fortran eller Java. De lånte elementer kan f.eks. være kontrolstrukturer (for- og while-loops, switches, GOTO). Dele af pseudokoden kan også skrives som generelle udsagn der beskriver en triviel handling. Pseudokodens stil vil i mange tilfælde ligne den stil som bruges i det programmeringssprog koden senere skal skrives i.
Herunder ses eksempler på pseudokoden for en algoritme der bestemmer om et givent år er et skudår:
```
function erSkudår(år):
    if (år går op i 400) then {år er et skudår}
    else if (år går op i 100) then {år er ikke et skudår}
    else if (år går op i 4) then {år er et skudår}
    else {år er ikke et skudår}
```